# Lista över politiska sloganer
Politiska slogans är korta fraser som kännetecknas av att de har ett uttänkt politiskt syfte, vilket har tänkts ut av avsändaren i avsikt att påverka allmänheten i en viss politisk riktning. Politiska partier använder sig ofta av politiska slogans i samband med val, liksom presidentkandidater och liknande. Det är också mycket vanligt med politiska slogans i krigstider. För spridningen används då ofta valaffischer. Syftet är att påverka allmänheten att rösta på just det partiet eller just den kandidaten, samt för att få fler medlemmar. Av liknande skäl använder sig även politiskt inriktade intresseföreningar ofta av slogans. Politiska slogans kan delas in efter avsändarens ideologi, men de kan också kategoriseras efter syftet och/eller region, språk, konflikt och så vidare.

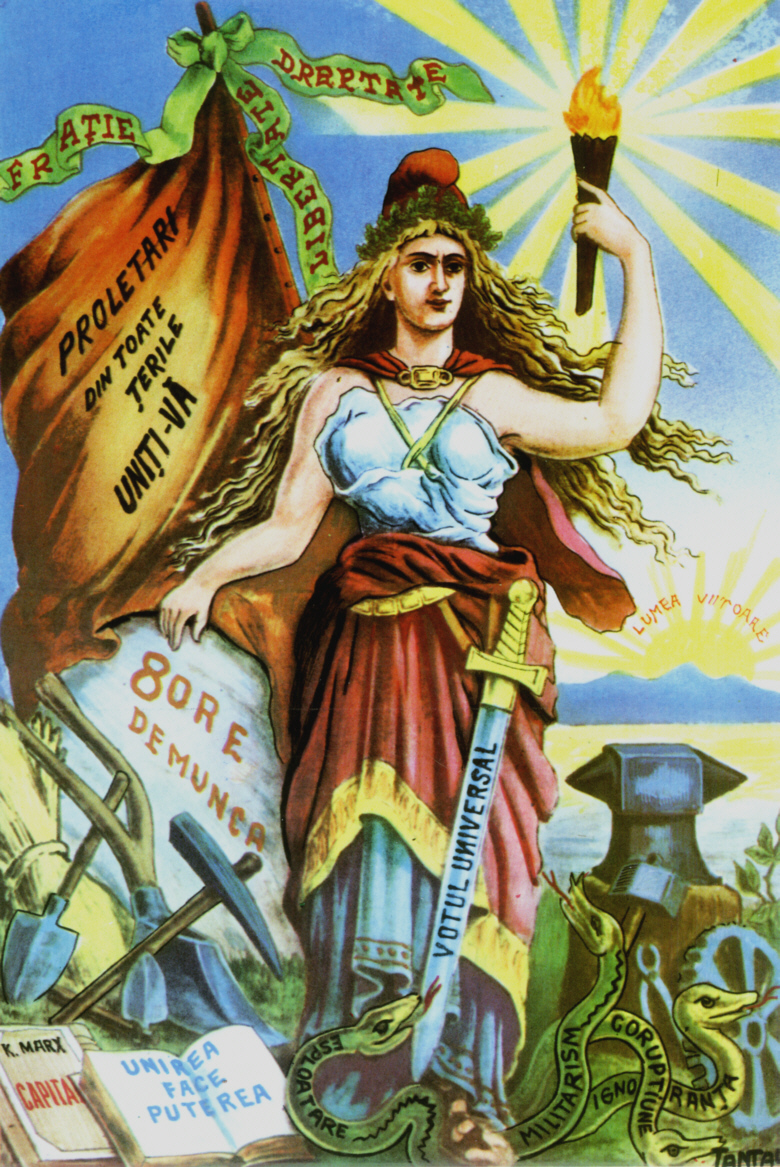
Illustration från det rumänska socialistmagasinet Lumea Nouă Ştiinţifică şi Literară (1895). På svärdet står sloganen "allmän rösträtt". Ormarna representerar exploatering, militarism, korruption och ignorans. Hon lutar sig mot en klippa märkt med sloganen "Åtta timmars arbetsdag" och på flaggan syns den marxistiska sloganen "Proletärer från alla länder förena Er". På masten finns tygstycken med texten broderskap, frihet och rättvisa. Den öppna boken i bakgrunden är Karl Marx Das Kapital och på den andra syns texten "Enhet ger styrka".

## Västerländska politiska slogans (ett urval)

### Socialistiska och socialdemokratiska slogans
Ett antal socialistiska och socialdemokratiska slogans kan ses i konstverket till höger ovan.
- Ta från de rika och ge till de fattiga, en idé och slogan som är hämtad från Robin Hood.

#### Socialistiska slogans
- Proletärer i alla länder, förenen eder! – slutorden i Kommunistiska manifestet av Karl Marx och Friedrich Engels.
- Alla folks frihet - hela världens fred - använts av svensk arbetarrörelse i bred bemärkelse, men även specifikt av socialdemokraterna.
- "Internationell solidaritet - arbetarklassens kampenhet*

#### Anarkistiska slogans
- Anarki är ordning
- Egendom är stöld - slogan som förknippas med Pierre-Joseph Proudhon.
- Inga nationer, inga gränser
- No gods, no masters
- ¡No pasarán! - kommunistslogan från tiden vid spanska inbördeskriget.

#### Kommunistiska slogans
- All makt åt sovjeterna – en bolsjevikisk slogan inför Oktoberrevolutionen.
- Minns Ådalen. 120 000 000 000 kronor. Rösta med arbetarpartiet kommunisterna. Sveriges kommunistiska partis kampanj vid svenska valet 1932.[1]

Se även denna sida med sovjetiska/kommunistiska propagandaaffischer (varav flera med slogans) 1917-1953.

#### Socialdemokratiska slogans
- Full sysselsättning är en slogan som använts av Socialdemokratiska partier, liksom många andra partier. Begreppet är myntat av John Maynard Keynes.
- Rättvisa åt arbetarne och småfolket, SAP:s kampanj vid svenska valet 1907.[1]
- Arbetarna tåga ut i valkampanjen, SAP:s kampanj vid svenska valet 1911.[1]
- Utmaningen mot Sveriges folk bör tillbakaslås (syftande på monarkins och högerkrafternas samarbete för högre rustningsanslag), SAP:s kampanj vid svenska valet 1914.[1]
- Arbete åt alla i stället för nödhjälp, SAP:s kampanj vid svenska valet 1934.[1]
- Arbete och trygghet åt alla (socialdemokratisk slogan från 1936)
- Trygghet för hemmet. Frihet för landet. Rösta med Arbetarepartiet. SAP:s kampanj vid svenska valet 1940.[1]
- Gärna medalj, men först en rejäl pension, SAP:s kampanj vid folkomröstningen om pensionsfrågan i Sverige 1957.[1]
- Endast en fast politisk vilja kan fördela det växande välståndet rättvist SAP:s kampanj vid svenska valet 1970.[1]
- Det gröna folkhemmet - en slogan använd av Göran Persson.
- Alla ska med - slogan använd av SAP 2004-2008.
- Framtidspartiet - slogan använd av SAP 2012-pågående
- Ett bättre Sverige. För alla. - slogan använd av SAP 2014-pågående
- För att god välfärd för mig. - slogan använd under EU-valet 2024.

### Gröna politiska slogans

#### Miljöpartislogans
- Vi lovar inte guld, men gröna skogar (Miljöpartiets slogan i svenska valet 1988)
- Modernisera Sverige (Miljöpartiets slogan i svenska valet 2010)
- Inte höger, inte vänster utan rakt fram
- Byt politik, inte klimat (Miljöpartiets slogan i valet 2010)
- Nu (Miljöpartiets slogan i valet 2018)

#### Die Grunen-slogans (tyska miljöpartiet)
- Alle reden von Deutschland. Wir reden vom Klima. (Alla pratar om Tyskland. Vi pratar om klimatet.), partiets slogan vid förbundsdagsvalet 1990.

#### Allmänna gröna slogans
- Tänk globalt, handla lokalt, en "miljöslogan" som också använts inom stadsplanering och affärsstrategi.
- Det finns ingen planet B

### Feministiska slogan
- Det personliga är politiskt, en feministisk slogan myntat 1958 av Carol Hanisch.[2]
- Lika lön för lika arbete

### Slogans från högerpartier
- Försvaret främst, Högerpartiets slogan och valaffisch i valet 1914)
- En var som röstar på arbetarepartiet röstar för Moskva. Högerns kampanj vid svenska valet 1928.[1]
- Sveriges kvinnor! En var som röstar på "arbetarepartiet" röstar för familjebandens upplösning, barnens förvildning och sedernas förfall! Högerns kampanj vid svenska valet 1928.[1]
- –Men... mamma, det blir ju vi som får betala't! (med två barn på valaffischen), Högerns valkampanj 1958 efter folkomröstningen om pensionsfrågan i Sverige 1957.

### Nyliberala slogans
- Skatt är stöld
- Skillnader som följer av människors fria val ska inte utjämnas av politiker. Användes av Folkpartiet 2013.[3]
- Vem är John Galt, nyliberal slogan hämtad ur Ayn Rands roman Och världen skälvde, se bild.
- Give me Liberty, or give me Death!, myntat av den amerikanska revolutionären Patrick Henry 1775.[4]
- Live Free or Die, myntat av General John Starck, 1809, som deltagit i det amerikanska revolutionskriget. I dag antaget som delstaten New Hampshires motto.
- Trade, Not Aid, använt av biståndskritiska nyliberaler som ser frihandel som en bättre lösning på, till exempel, den afrikanska kontinentens problem (bistånd gynnar endast diktatorerna i dessa länder, brukar de hävda).
- Don't steal, the Government hates competition

### Nazistiska och fascistiska slogans

#### Fascistiska
- Allt inom staten, ingenting utanför staten, ingenting mot staten – en slogan som användes i Italien av Benito Mussolini.
- Me ne frego! ("Jag bryr mig inte!"), känt fascistmotto som ursprungligen ska ha kommit från en Arditi-soldat som skrev detta på sitt bandage.
- Libro e moscetto, fascista perfetto, fascistmotto, betyder "boken och musköten formar den perfekta fascisten".
- Dux mea lux, fascistmotto från Italien, betyder "Duce är mitt ljus".
- Boia chi molla -fascistslogan, översättes ungefärligt "den som överger (sina kamrater i strid) är en mördare/förrädare".
- Prezent! (rumänska), eller Presente (spanska), nationalistslogan som användes för att hedra de fallna.
- Meglio vivere un giorno da leone, che cento anni da pecora ("hellre en dag som lejon än hundra år som får"), italienskt motto.
- Molti nemici, molto onore ("många fiender (ger) mycket ära"), italienskt motto.

#### Nazistiska
- Hitler över Tyskland, nazisternas slogan i valet 1932.[5]
- Ett folk, ett rike, en ledare (Ein Volk, ein Reich, ein Führer) — slogan i Nazityskland.
- Hell seger (används i Sverige av nynazister, som en svensk variant av det tyska Sieg Heil).
- Allmännytta framför egennytta, ett av NSDAP:s slagord.
- Arbeit macht frei (Arbete skapar frihet, text på Auschwitz-skylten, men i det sammanhanget snarare ett hån än en slogan)
- Blut und Boden (Blod och jord).[6]
- Die Juden sind unser Unglück [7] (ungefär: judarna är vår olycka) (se bild)
- Meine Ehre heißt Treue (Min ära heter trohet, SS valspråk)
- Sieg Heil (Hell seger, används i Sverige av nynazister, som en svensk variant av det tyska Sieg Heil)

För en fullständig lista över begrepp och slogans som är starkt associerade med Nazi-Tyskland se engelska wikipedia.

### Antikommunistiska slogans
- Bättre död än röd – en antikommunistisk slogan.

### Antifascistiska slogans
- Död åt fascismen, frihet åt folket (serbokroatiska: Smrt fašizmu, sloboda narodu!, slovenska: Smrt fašizmu, svoboda narodu!), ett motto för gerillagruppen de jugoslaviska partisanerna under Andra världskriget, och efter kriget betraktad som officiell slogan för hela motståndsrörelsen.[8]

### Amerikanska presidentslogans (inklusive presidentkandidatslogans)

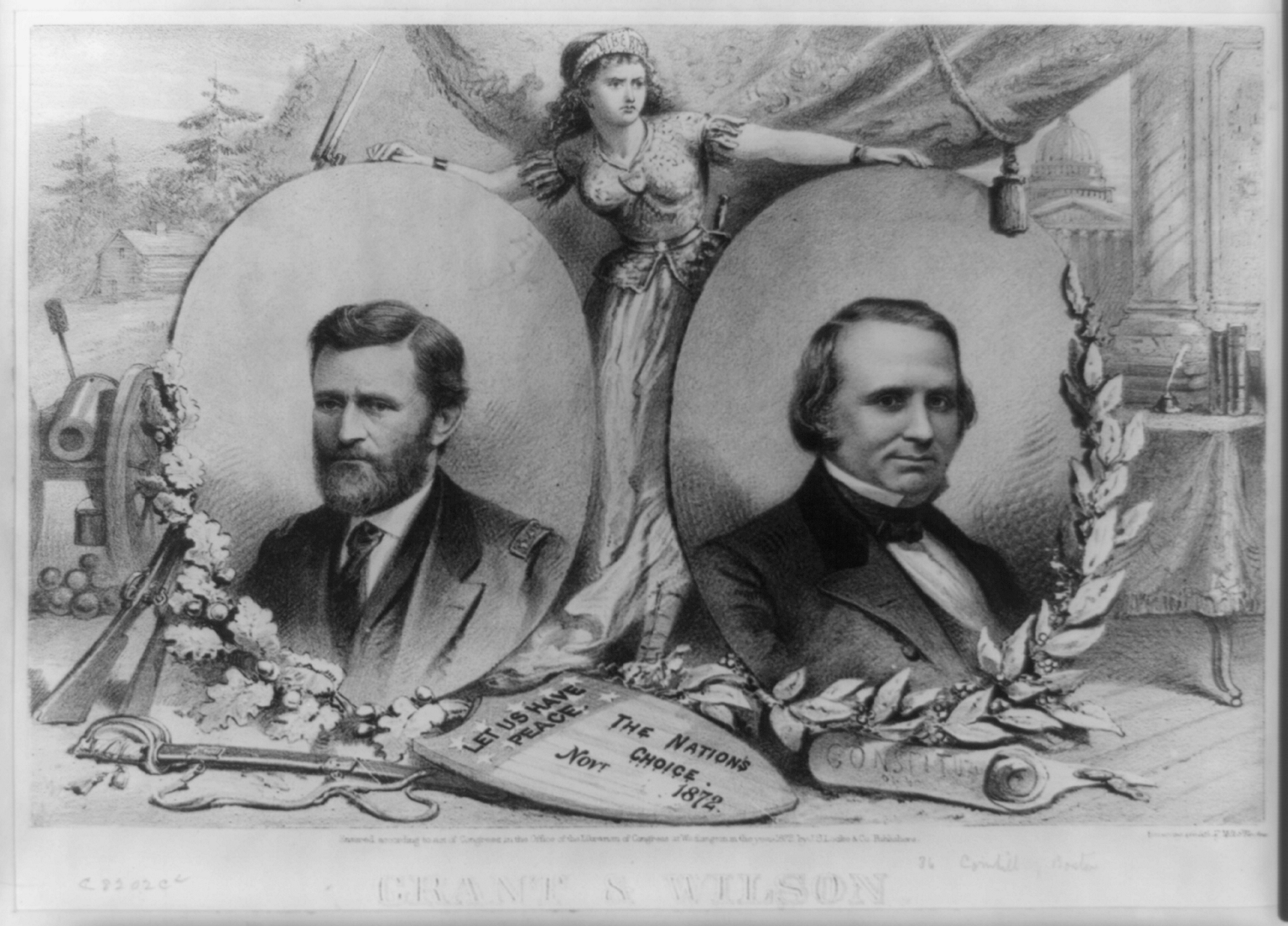
En republikansk "valaffisch" från 1872. Mellan de bägge republikanska presidentkandidaterna, Ulysses S. Grant och Henry Wilson, finns en sköld med inskriptionen "Let Us Have Peace. The Nation's Choice. Novr. 1872." Let us have peace var republikanernas slogan såväl 1868 som 1872.

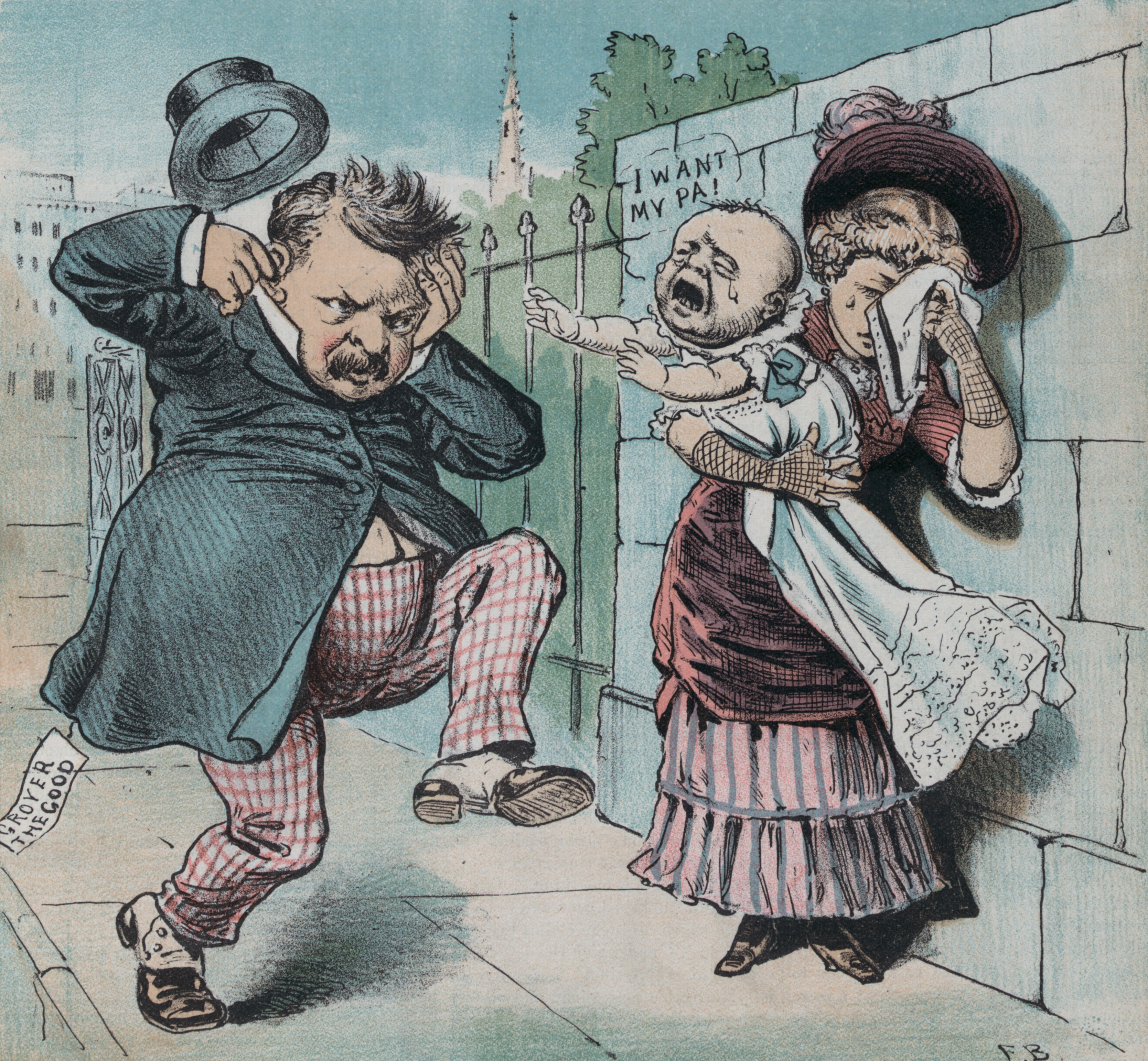
En politisk satir (anti-Grover Cleveland) från 1884 (ur "The Judge" magazine). Satiren syftar på att Grevor Cleveland hade haft ett illegitimt barn. Något som gav upphov till sloganen "Ma, Ma, where's my Pa?" av hans motståndare, men också till Clevelands svar: "Gone to the White House, Ha! Ha! Ha!"

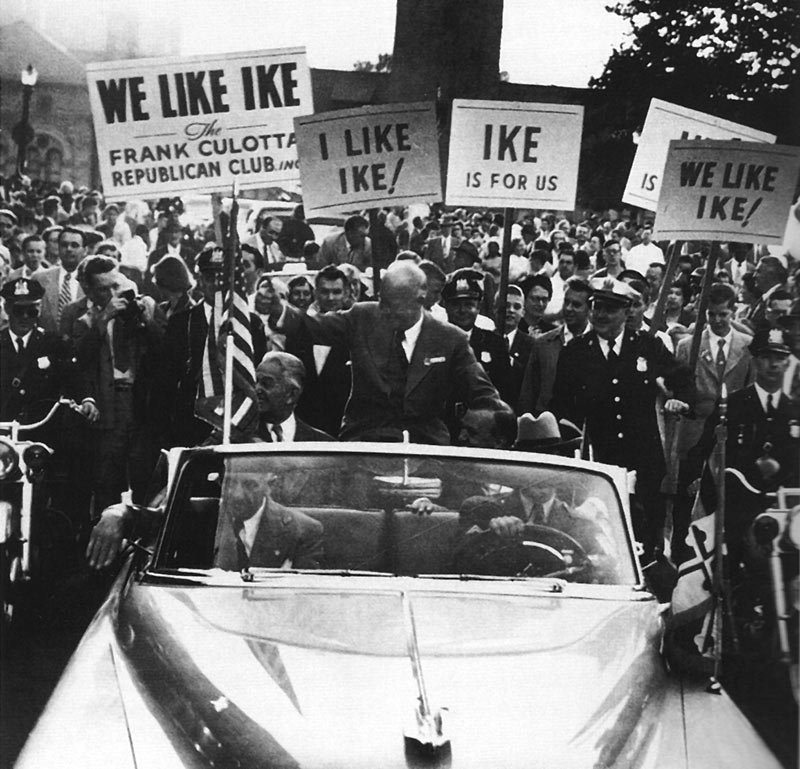
Eisenhowers presidentkampanj i Baltimore, MD, september 1952

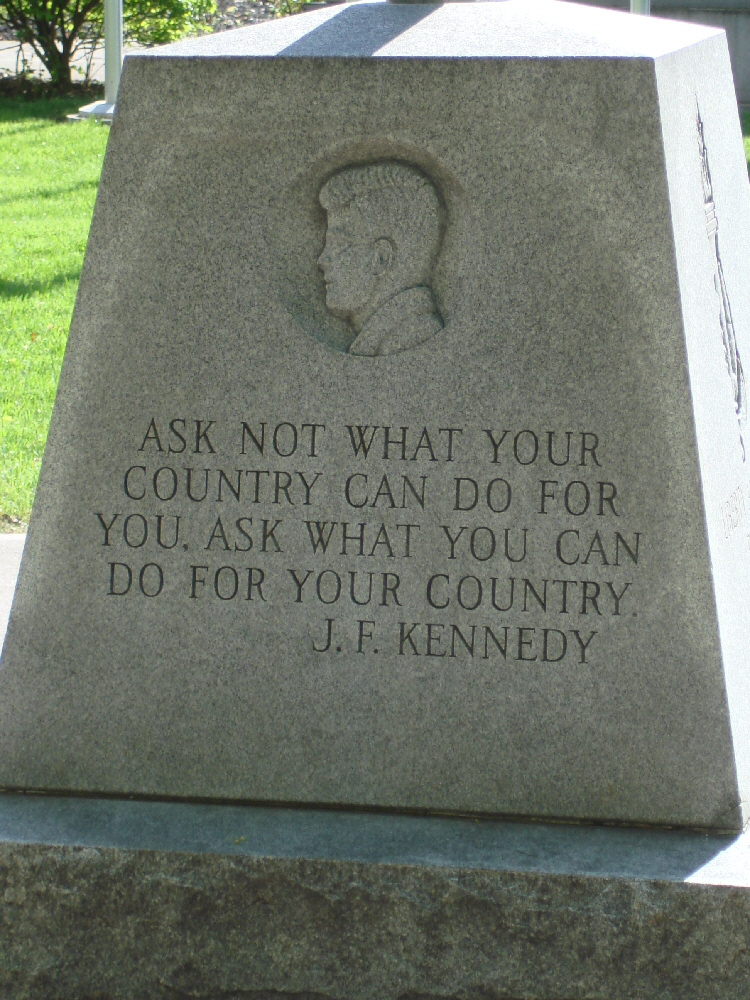
John F. Kennedys grav med hans mest kända slogan "Ask not what your country can do for you. Ask what you can do for your country"

- 1840 William Henry Harrison:  Tippecanoe and Tyler Too
- 1844 James K. Polk: 54-40 or fight
- 1844 James K. Polk: Reannexation of Texas and reoccupation of Oregon
- 1844 Henry Clay: Who is James K. Polk?
- 1848 Zachary Taylor: For President of the People
- 1856 John C. Fremont: Free Soil, Free Labor, Free Speech, Free Men, and Fremont
- 1860 Abraham Lincoln: Vote Yourself a Farm
- 1864 Abraham Lincoln: Don't swap horses in the middle of the stream
- 1868 och 1872 Ulysses S. Grant: Let us have peace (Grant avslutade sitt brev från 29 maj 1868, där han accepterade nomineringen till president, med orden "Let us have peace", och det blev därefter republikanernas slogan både 1868 och 1872).
- 1884 Grover Cleveland: Blaine, Blaine, James G. Blaine, The Continental Liar from the State of Maine
- 1884 James Blaine: Ma, Ma, Where’s my Pa, Gone to the White House, Ha, Ha, Ha (denna slogan uppkom i samband med att det uppdagades att Grevor Cleveland, James Blaines motkandidat, hade ett illegitimt barn (se bild).
- 1888 Benjamin Harrison: Rejuvenated Republicanism
- 1896 William McKinley: Patriotism, Protection, and Prosperity
- 1900 William McKinley: A Full Dinner Pail
- 1916 Woodrow Wilson: He kept us out of war[9]
- 1920 Warren G. Harding: Return to normalcy
- 1920 Warren G. Harding: Cox and Cocktails
- 1924 Calvin Coolidge: Keep cool with Coolidge
- 1928 Herbert Hoover: A chicken in every pot and a car in every garage
- 1932 Roosevelt: A New Deal for the American People[10]
- 1952 Dwight Eisenhower: I Like Ike[10]
- 1956 Dwight Eisenhower: Peace and Prosperity
- 1960 Richard Nixon: For the future
- 1960 Richard Nixon: A time for greatness
- 1960 John F. Kennedy, Ask not what your country can do for you[11].
- 1964 Lyndon B. Johnson:  The stakes are too high for you to stay at home
- 1964 Barry Goldwater: In your heart you know he’s right
- 1968 Richard Nixon: Nixon's the One
- 1976 Gerald Ford: He’s making us proud again
- 1976 Jimmy Carter: Not Just Peanuts
- 1976 Jimmy Carter: A Leader, For a Change
- 1980 Ronald Reagan:  Are you better off than you were four years ago?
- 1980 Ronald Reagan: Let's Make America Great Again
- 1984 Ronald Reagan:  It’s morning again in America
- 1984 Walter Mondale: America Needs a Change
- 1988 George Bush: Kinder, Gentler Nation
- 1992 Bill Clinton: Don’t stop thinking about tomorrow
- 1992 Bill Clinton: Putting People First
- 1992 Bill Clinton: It's the Economy, Stupid.[10]
- 1992 Ross Perot: Ross for Boss
- 1996 Bill Clinton: Building a bridge to the 21st century
- 1996 Bob Dole: The Better Man for a Better America
- 2000 Al Gore: Prosperity and progress
- 2000 Al Gore: Prosperity for America's families
- 2000 George W. Bush: Compassionate conservatism
- 2000 George W. Bush: Leave no child behind
- 2000 George W. Bush: Real plans for real people
- 2000 George W. Bush: Reformer with results
- 2000 Ralph Nader: Government of, by, and for the people...not the monied interests
- 2004 John Kerry: Let America be America Again
- 2004 George W. Bush: Yes, America Can!
- 2008 John McCain: Country First
- 2008 Barack Obama: Change We Can Believe In
- 2008 Barack Obama: Change We Need
- 2008 Barack Obama: Hope
- 2008 Barack Obama: Yes We Can![10]
- 2008 Sarah Palin (vicepresidentkandidat till John MCain) Drill, baby, Drill!
- 2008 Ron Paul, presidentkandidat för republikanerna, Hope for America
- 2012 Barack Obama: Forward
- 2012 Mitt Romney: Believe In America
- 2016 Donald Trump: Make America Great Again
- 2016 Donald Trump: Drain the Swamp
- 2016 Donald Trump: Can't Stump The Trump
- 2016 Donald Trump: I'm with you, the American People
- 2016 Bernie Sanders: A Future To Believe In
- 2016 Hillary Clinton: Hillary For America
- 2016 Hillary Clinton: I'm With Her
- 2016 Michelle Obama (i Hillary Clintons kampanj): When they go low, we go high

Huvudsaklig källa: Amerikanska presidentkandidatslogans

### Krigsslogans

#### Amerikanska krigsslogans

Description : Uncle Sam-affisch, målad av James Montgomery Flagg, 1916-1917

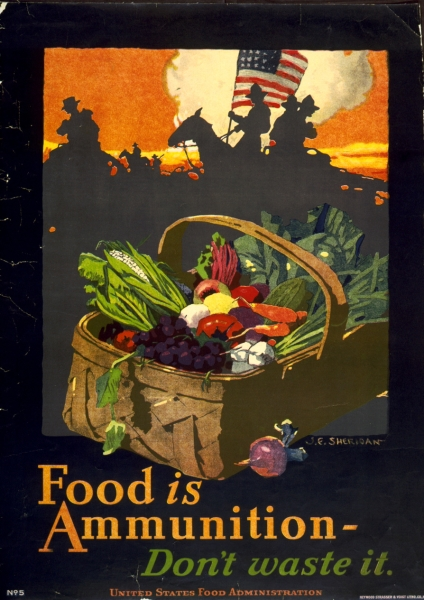
Amerikansk affisch under Första världskriget, målad av John E. Sheridan. Affischen sprider sloganen "Food is Ammunition - Don't waste it."

- Uncle Sam wants YOU, en amerikansk slogan som används vid rekrytering till militären (se bild).
- Food is ammunition. Don't waste it (Mat är ammunition. Slösa inte.), amerikansk slogan under Första världskriget (se bild)

#### Brittiska krigsslogans under Andra världskriget
- Careless Talk Costs Lives, en slogan syftande till att uppmuntra folk till försiktighet också i privata samtal, lanserad den 6 februari 1942.[12]
- Dig For Victory, en slogan syftande till att folk skulle odla upp alla upptänkliga markplättar så att matbehovet under kriget kunde tillfredsställas.[12]
- Lend A Hand On The Land, en slogan för att få fler kvinnor att hjälpa till inom jordbruket.[12]
- Look Out In The Blackout
- Put that light OUT!
- Make Do and Mend, en slogan som uppmuntrade till återanvändning av kläder.[12]
- V for Victory, en slogan lanserad av BBC i juli 1941 syftande till att folk skulle visa V-tecknet för att visa support för de allierade.[12]
- Hitler will send no warning, en slogan som användes i samband med utskick av gasmasker till allmänheten.[12]
- Britain shall not burn
- The Army isn't all work
- Save kitchen waste for the pigs
- Coughs and Sneezes spread diseases, en slogan som påminde om vikten att hålla sig frisk.[12]
- Mothers, send them out of London, en slogan som användes i samband med evakueringen av London.[12]

#### Slogans i Israel-Palestina konflikten
- Ingen fred med zionismen. En slogan som lanserats av "enstatsförespråkaren" Assad AbuKhalil.[13]

### Antikrigsslogans och antislaverislogans

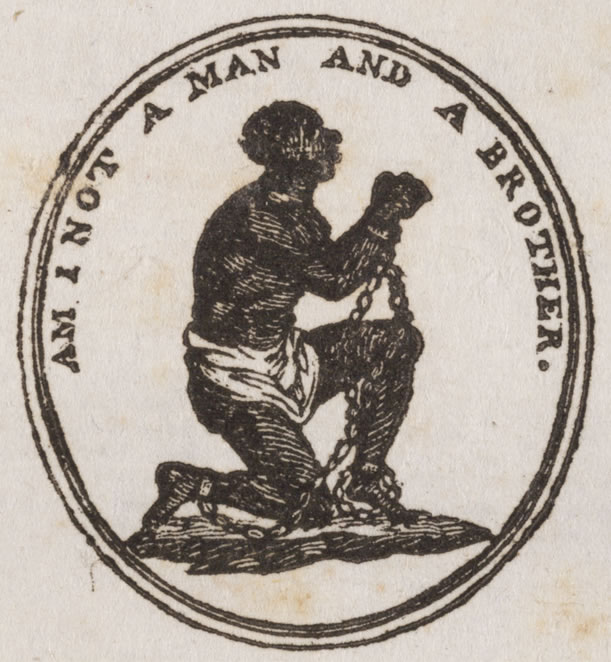
Antislaverirörelsens främsta märken och slogan "Am I not a man and a brother?"

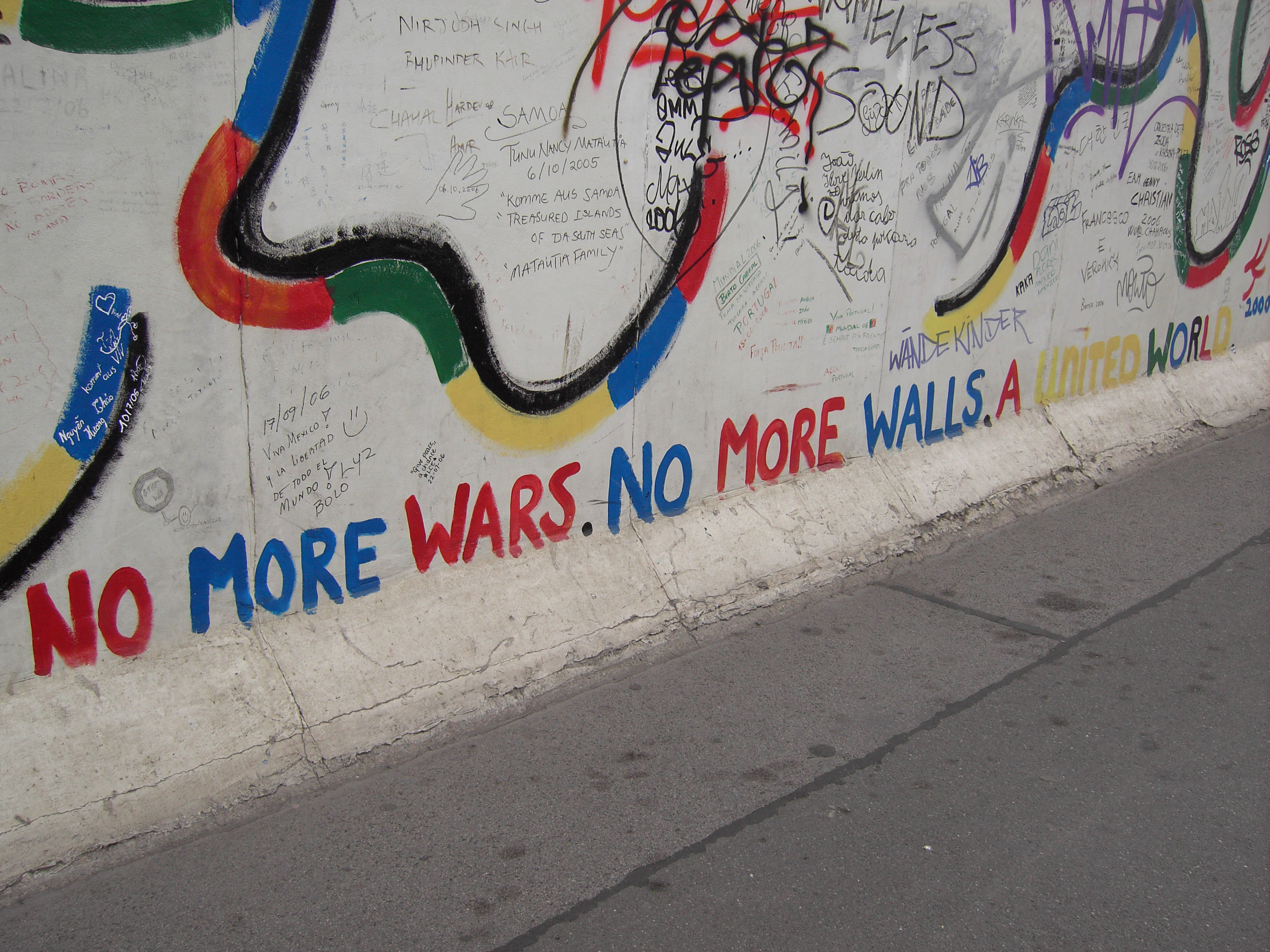
En känd fredsslogan "graffitimålad" på Berlinmuren 2006

- Am I not a man and a brother? (Är jag inte en människa och en bror?), slogan mot slaveri, skapad 1787 (se bild).[14]
- Make love not war — en slogan som använts av antikrigsrörelsen och hippierörelsen, exempelvis mot Vietnamkriget.
- No more wars. No more walls (ofta med tillägget A united world).

### Livsstilsslogans (antidrogslogans med mera)
- Spola kröken[15]

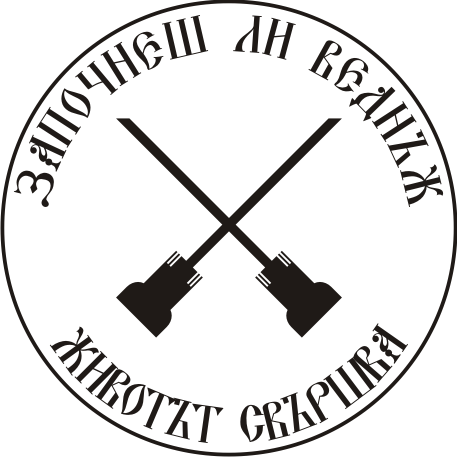
Bulgariskt märke med texten "Om du en gång startar tar livet slut"

- Knark är bajs, en svensk informationskampanj mot narkotika som pågick 2003-2007.
- A Non Smoking Generation[15]
- Om du en gång startar tar livet slut, bulgarisk antidrogslogan (se bild).

### Övriga politiska slogans

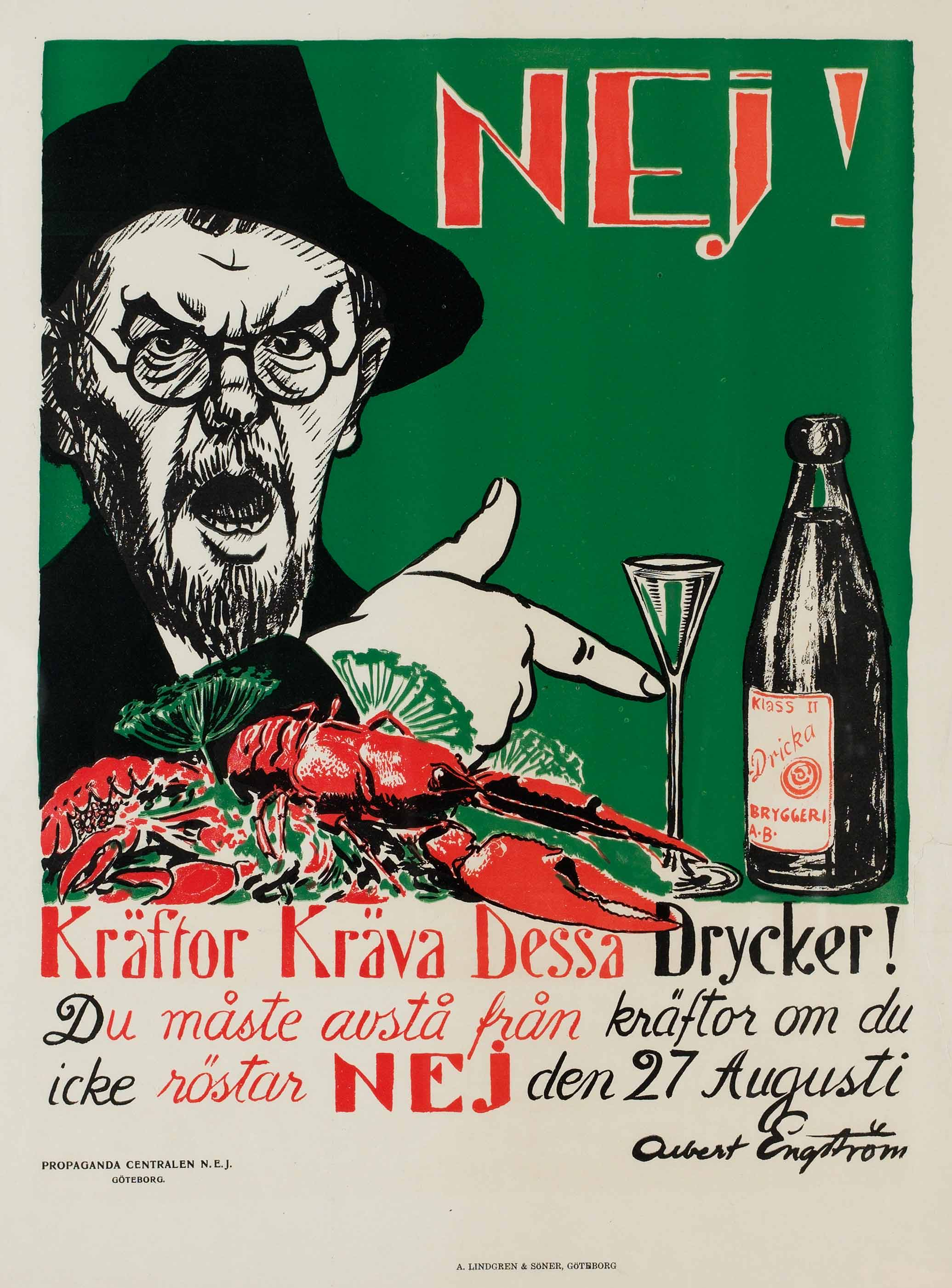
Affisch som användes av nej-sidan i folkomröstningen om alkoholförbud i Sverige 1922

#### Slogans använda vid folkomröstningar
- Kräftor kräva dessa drycker, förbudsmotståndarna vid folkomröstningen om rusdrycksförbud i Sverige 1922.
- Bryt rusdrycksbojan. Rösta ja! Förbundsförespråkarna vid folkomröstningen om rusdrycksförbud i Sverige 1922.[16]
- Nej, min gubbe lille – Våra män må bäst av att behålla sin frihet, därför rösta vi nej! folkomröstningen om rusdrycksförbud i Sverige 1922.[16]
- För frihet och trygghet. Centerpartiets kampanj vid folkomröstningen om pensionsfrågan i Sverige 1957.[1]

#### Religiösa slogans (hämtade ur bibeln med mera)
- Den som inte arbetar skall heller inte äta, biblisk aforism hämtad från det Andra Thessalonikerbrevet, där Paulus skrev följande rader till thessalonikerna: εἴ τις οὐ θέλει ἐργάζεσθαι μηδὲ ἐσθιέτω, Om någon inte är villig att arbeta, låt honom inte äta.

#### Övriga blandade politiska slogans
- Allmän rösträtt (universal suffrage) - en politisk slogan som användes flitigt i många länder under senare delen av 1800-talet och första delen av 1900-talet.
- All power to the imagination! – Situationisternas slogan i maj 1968, som var en parafras på bolsjevikernas "all makt åt sovjeterna".
- Back to basics - kampanj lanserad av brittiske premiärministern John Major 1993
- Things can only get better – Tony Blair
- Vi gillar olika - Aftonbladets kampanjslogan 2010 för att få väljare att inte rösta på Sverigedemokraterna.
- – Har du sett Olof Johansson? – Nej, men jag har läst boken, svenska Centerpartiets kampanj vid riksdagsvalet i Sverige 1994.[17]
- Facket ska inte sköta företag. Motstånd mot löntagarfonder i Sverige under 1980-talet.[18]
- Arbete och nya möjligheter för alla, Europeiska socialfonden (EU).[19]

## Asiatiska politiska slogans

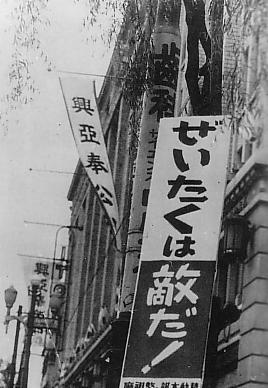
Japans slogan "Lyx är vår fiende" (1940). Källa: "Mainichi Mook Series: Memory of the 20th century - War of Japanese Empire Vol.2. Mainichi Newspapers Company.

### Kina

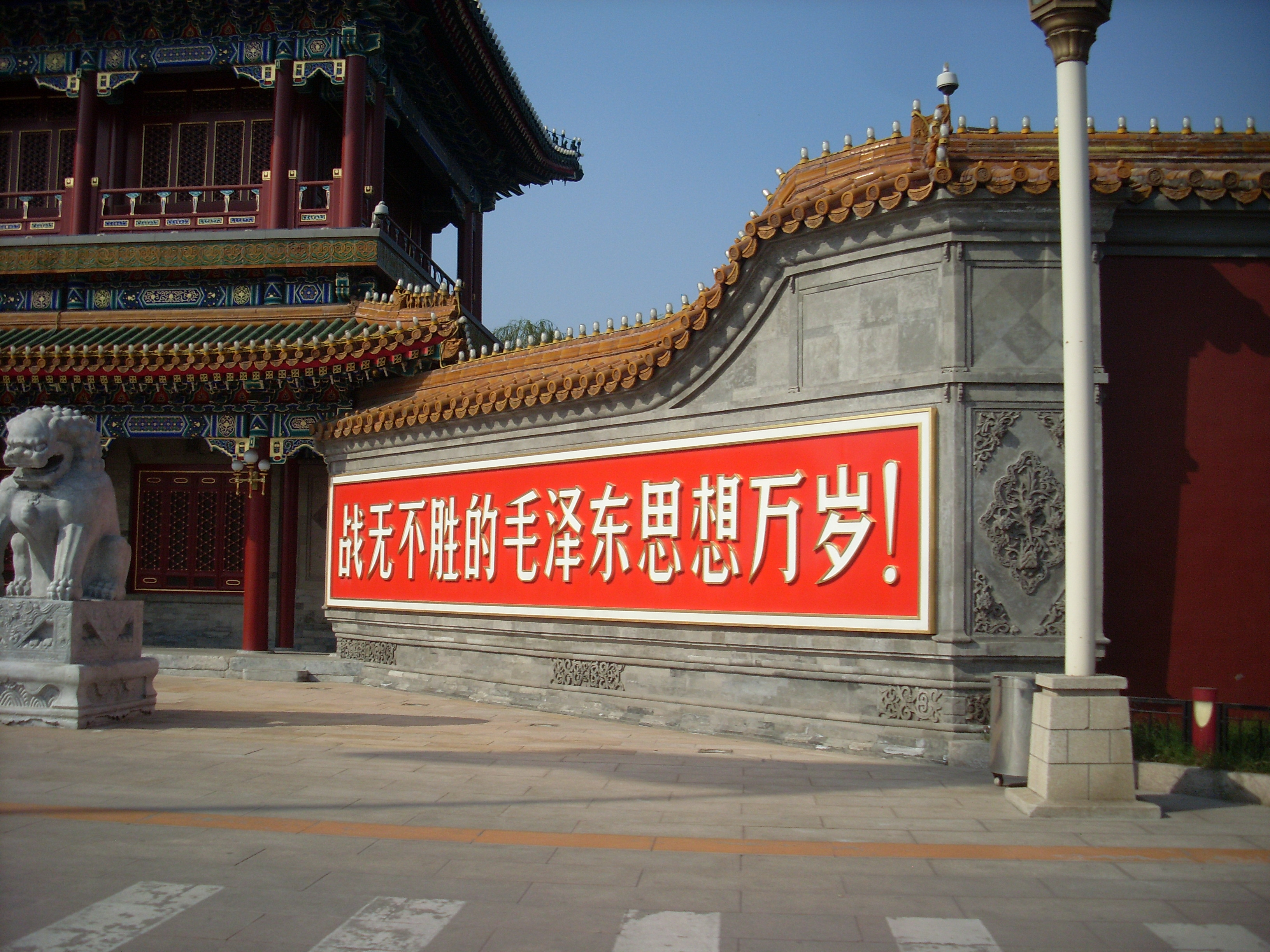
En slogan för Mao Peking i Beijing. Texten: "Länge leve Mao Zedongs odödliga tankesystem"

Det kinesiska kommunistpartiet har betraktat propaganda som viktigt och slogans har setts som ett viktigt medel för att uppnå propagandans syften. Liksom andra diktatoriska ledare använde sig också Mao av slogans i hög grad för att framställa sig som Den store ledaren och för att få folket att både dyrka och frukta honom.

#### Mao-slogans
- De fyra storheterna (Mao som den store läraren, den store ledaren, den store befälhavaren och den store rorsmannen). Dessa slogans lanserades av Chen Boda den 18 augusti 1966.[20]
- De tre lojaliteterna (villkorslös lojalitet till ordförande Mao, Maos tankesystem och Maos revolution).[20]
- Zao fan you li (motstånd är berättigat). En slogan som Mao använde under kulturrevolutionens inledning, 1966-1968.

#### Övriga kinesiska slogans
- Wei renmin fuwu (tjäna folket). En tidlös slogan från 1940-talet och som förekommer än idag.
- Bai hua qi fang, bai jia zheng ming (låt hundra blommor blomma, låt hundra skolor tävla.
- Gan xiang gan gan (våga tänka, våga handla)
- Gongye xue Daqing (Inom industrin, lär av Daqing).
- Nongye xue Dazhai (Inom jordbruket, lär av Dazhai). Byn Dazhai framhölls av Mao som framgångsrik självförsörjningsmodell.
- Pi Lin pi Kong (kritisera Lin Biao och Konfucius)
- Fencui si ren bang (krossa de fyras gäng)
- Shishi qiu shi (sök sanningen från fakta)
- Shixian sige xiandaihua (genomför De fyra moderniseringarna)
- Zhi sheng yige haizi hao (det är bra att bara ha ett barn)

Källa: David Wrights artikel i Society for Anglo-Chinese Understanding.

### Indien
- Congress is with the common man
- We need to take India into the 21st Century – slogan av Rajiv Gandhi, före detta premiärminister.[21]
- Quit India – av Mahatma Gandhi.[22]
- My heart beats for India – av Kongresspartiet från sent 1980-tal.[23]
- India Shining – The BJP, 2004.[24]

### Sri Lanka
- A brighter future

### Bangladesh
- Rashtro Bhasha Bangla Bhasha (Statens språk är Bangla)- Bengali Language Movement, 1952.[25]
- Digital Bangladesh – Sheikh Hasina, premiärminister i Bangladesh och President av Awami League.[26]
- Joodho Oparadhider Bichar Chai (Pröva de kriminella)- War Crimes Trial Movement
- Desh Bachao! Manush Bachao! (Rädda landet! Rädda folket!)- Khaleda Zia, f.d. premiärminister i Bangladesh
- Shadinota Birodhi Shokti (Antibefrielse kraften), slogan använd av motståndarna till Bangladesh som fri nation 1971.
- Jago Bangladesh (Wake Up Bangladesh)- Moeen U Ahmed, f.d. Chief of Army Staff, Bangladesh arme 2007
- Priyo Bhai O Boner Ra (Kära bröder och systrar)- slogan använd både av politiker och aktivister
- Nagorik Shakti (Medborgarmakt)- Muhammad Yunus, ledare för Grameen Bank

### Indonesien
- Continue!

### Malaysia
- Malaysian Malaysia - en slogan som allmänt associeras med Lee Kuan Yew, före detta ledare för People's Action Party (PAP).

### Japan
- Lyx är vår fiende (se bild)

## Latinamerikanska politiska slogans

### Brasilien
- País rico é país sem pobreza (Ett rikt land är ett land utan fattigdom).[27] - Slogan för Regeringen Dilma II (Arbetarpartiet, 2014-16).

### Colombia

#### Presidentvalet 2010
- Retroceder no es una opción (Att gå tillbaks är inget alternativ), Juan Manuel Santos.[28][29]
- Recursos públicos, recursos sagrados (Allmänna resurser, heliga resurser), Antanas Mockus.[28][29]
- Detrás del tanque debe ir el tractor (Bakom tanken bör vara traktorn), Noemi Sanin.[28][29]
- Vamos a separar la mafia de la política (Vi ska separera maffian från politiken), Gustavo Petro.[28][29]
- Mejor es posible (Bättre är möjligt), German Vargas Lleras.[28][29]
- Vamos a hacer una Colombia justa (Vi ska göra Colombia rättvist), Rafael Pardo.[28][29]